# Fritz Eiberle
Fritz Eiberle (* 17. September 1904 in Würzburg; † 22. September 1987) war ein deutscher Fußballspieler, der als Aktiver des TSV 1860 München im Jahr 1931 mit den „Löwen“ im Finale um die Deutsche Meisterschaft stand und von Reichstrainer Otto Nerz für das am 19. November 1933 in Zürich gegen die Nationalmannschaft der Schweiz ausgetragene Länderspiel der A-Nationalmannschaft berufen wurde.

## Laufbahn
Der gelernte Goldschmied kam zur Runde 1930/31 vom unterklassig spielenden Würzburger FV zu den in der Bezirksliga Bayern, Gruppe Südbayern die Verbandsspiele austragenden Münchner „Löwen“. Im Traineramt trat gerade Altnationalspieler Max Breunig seine zweite Schaffensphase bei den Weiß-Blauen an. Rasch entwickelte sich die Läuferreihe mit Ludwig Stock, Alois Pledl und dem Neuzugang aus Würzburg zu einem Erfolgsgaranten der Breunig-Elf. In der Bezirksliga belegten die 60er noch den zweiten Rang hinter dem FC Bayern München, aber in den Endrundenspielen in Süddeutschland der Zweit- und Drittplatzierten ging die „spielerische Saat“ von Trainer Breunig richtig auf. 1860 errang mit 26:2 Punkten und dem Torverhältnis von 70:21 Toren in 14 Spielen souverän vor dem 1. FC Nürnberg den ersten Platz. Nach Qualifikationsspielen gegen Phönix Ludwigshafen stand man in der Endrunde um die deutsche Meisterschaft. Dort setzten sich die „Löwen“ mit verwirrendem Kombinationsspiel und hoher Spielkultur gegen den Meidericher Spielverein (4:1), Tennis Borussia Berlin (1:0) und im Halbfinale gegen Holstein Kiel (2:0) durch und standen somit im Endspiel. In den Spielen gegen die von Sepp Herberger trainierte Tennis Borussia mit dem Verteidigerpaar Heinz Emmerich und Hans Brunke wie auch gegen die Kieler „Störche“ mit dem kompletten in Nationalelfeinsätzen erprobten Angriffsquintett mit Kurt Voß, Oskar Ritter, Johannes Ludwig, Werner Widmayer und Franz Esser waren Eiberle und Kollegen auf keinen Fall in der Favoritenrolle gewesen. Das Gleiche galt im Finale am 14. Juni 1931 in Köln-Müngersdorf gegen den Titelverteidiger Hertha BSC mit seinem überragenden Spieler Johannes Sobek. Denkbar unglücklich mussten sich die Münchner nach einer 2:3-Niederlage mit der Vizemeisterschaft begnügen. Mit der Abwehrformation Alfred Riemke – Max Schäfer, Josef Wendl – Ludwig Stock, Alois Pledl und Fritz Eiberle hielt die Mannschaft von Trainer Breunig den nicht in Bestform aufspielenden Meister über lange Zeit in Schach, und der Angriff mit Ludwig Stiglbauer, Ludwig Lachner, Anton Huber, Otto Oeldenberger und Gustav Thalmeier bestimmte weit mehr das Finale als Sobek und Kollegen.
Als die Münchner im Anschluss an die Saison 1932/33 als süddeutscher Vizemeister erneut in die Endrundenspiele um die deutsche Meisterschaft einzogen, kam Eiberle verletzungsbedingt nicht zum Einsatz. In seinem vierten Jahr bei den „Löwen“, 1933/34, kamen die Weiß-Blauen in der erstmals ausgespielten Gauliga Bayern hinter dem 1. FC Nürnberg zur Vizemeisterschaft. Reichstrainer Otto Nerz führte am 19. November 1933 in Zürich gegen die Schweiz ein Freundschaftsspiel mit Blick auf die Fußballweltmeisterschaft 1934 in Italien durch. Er brachte gegen die Eidgenossen mit Ludwig Goldbrunner, Eiberle, Ernst Lehner und Matthias Heidemann vier Debütanten zum Einsatz. Fritz Eiberle spielte wie auch im Verein als linker Außenläufer und hatte die Unterstützung seiner Vereinskameraden Josef Wendl und Ludwig Lachner. Zu weiteren internationalen Spielen wurde er aber nicht mehr berufen.
Aus beruflichen Gründen beendete Eiberle im Sommer 1934 seine Laufbahn im höherklassigen Fußball.